# Alexis Denisof
Alexis Denisof (Salisbury, Maryland, 1966. december 25. –) amerikai színész.

## Pályafutása
Leginkább televíziós sorozatokból ismert, a Buffy, a vámpírok réme és az Angel című sorozatokban Wesley Wyndam-Pryce-t alakította (az utóbbi sorozattal három alkalommal jelölték Szaturnusz-díjra, mint legjobb televíziós férfi mellékszereplő). Az Így jártam anyátokkal című szituációs komédiában visszatérő szereplő volt, ahogyan a Grimm című bűnügyi sorozatban és a Carter nyomában című drámasorozatban is. 
2018-ban a I Love Bekka and Lucy című sorozatban nyújtott teljesítményéért Primetime Emmy-díjra jelölték Primetime Emmy-díj a legjobb férfi főszereplőnek (rövid formátumú vígjáték vagy drámasorozat) kategóriában.
A mozivásznon fontosabb filmjei közé tartozik a Bosszúállók (2012) és A galaxis őrzői (2014). William Shakespeare Sok hűhó semmiért című művének 2012-es feldolgozásában főszerepet kapott. Szinkronszínészként több alkalommal kölcsönözte hangját animációs filmekben és televíziós sorozatokban.

## Magánélete
2003 óta Alyson Hannigan színésznő házastársa, két gyermekük született.

## Filmográfia

### Film
| Év   | Magyar cím                    | Eredeti cím                   | Szerep                               | Magyar hang     |
| ---- | ----------------------------- | ----------------------------- | ------------------------------------ | --------------- |
| 1989 |                               | Murder Story                  | Tony Zonis                           |                 |
| 1991 |                               | Snow and Fire                 | David                                |                 |
| 1992 |                               | Dakota Road                   | Jacob                                |                 |
| 1995 | Halálos kötődés               | Innocent Lies                 | Christopher Wood                     | Csonka András   |
| 1995 | Halálos kötődés               | Innocent Lies                 | Christopher Wood                     | Markovics Tamás |
| 1995 | Az első lovag                 | First Knight                  | Sir Gaheris                          |                 |
| 1996 |                               | True Blue                     | Ed Fox                               |                 |
| 1998 | A szerelem filozófiája        | The Misadventures of Margaret | Dr. Lipi                             |                 |
| 1999 | Csődtömeg                     | Rogue Trader                  | Fernando Gueller                     |                 |
| 2001 |                               | Beyond the City Limits        | Yuri                                 |                 |
| 2002 | Tarzan és Jane                | Tarzan & Jane                 | Nigel Taylor (hangja)                |                 |
| 2011 | Szemenszedett boldogság       | Love, Wedding, Marriage       | Lloyd                                |                 |
| 2011 | Superman és a Nap-expedíció   | All-Star Superman             | Dr. Leo Quintum (hangja)             |                 |
| 2012 | Az Igazság Ligája – Pusztulás | Justice League: Doom          | Tükörmester (Mirror Master) (hangja) |                 |
| 2012 | Bosszúállók                   | The Avengers                  | A Másik                              | Epres Attila    |
| 2012 | Sok hűhó semmiért             | Much Ado About Nothing        | Benedick                             |                 |
| 2014 | A galaxis őrzői               | Guardians of the Galaxy       | A Másik                              | Reviczky Gábor  |
| 2020 |                               | Under My Skin                 | Mike                                 |                 |

### Televízió
| Év        | Magyar cím                        | Eredeti cím                    | Szerep                                  | Megjegyzések                                                             |
| --------- | --------------------------------- | ------------------------------ | --------------------------------------- | ------------------------------------------------------------------------ |
| 1994      |                                   | Romeo and Juliet               | Tybalt                                  | tévéfilm                                                                 |
| 1994      |                                   | Faith                          | Joel                                    | tévéfilm                                                                 |
| 1994      |                                   | Soldier Soldier                | Bob Steadman hadnagy                    | 1 epizód                                                                 |
| 1997      |                                   | Crime Traveller                | ismeretlen szerep                       | 1 epizód                                                                 |
| 1997      | Sharpe bosszúja                   | Sharpe's Revenge               | Lord John Rossendale                    | tévéfilm                                                                 |
| 1997      | Sharpe igazsága                   | Sharpe's Justice               | Lord John Rossendale                    | - tévéfilm - magyar hangja: - Láng Balázs                                |
| 1997      | Sharpe végső ütközete             | Sharpe's Waterloo              | Lord John Rossendale                    | - tévéfilm - magyar hangja: - Láng Balázs                                |
| 1997      | Ellenséges vizeken                | Hostile Waters                 | John Baker                              | tévéfilm                                                                 |
| 1997      | Hegylakó                          | Highlander: The Series         | Steve Banner                            | - 1 epizód - (6x04: Diplomáciai mentesség) - magyar hangja: - Nagy Ervin |
| 1998      |                                   | Ghost Cop                      | Jonah Blade                             | próbaepizód                                                              |
| 1998      |                                   | The Orchard Walls              | Dennis                                  | tévéfilm                                                                 |
| 1999      | Noé bárkája                       | Noah's Ark                     | Kám                                     | tévéfilm                                                                 |
| 1999      | Buffy, a vámpírok réme            | Buffy the Vampire Slayer       | Wesley Wyndam-Pryce                     | 9 epizód                                                                 |
| 1999–2004 | Angel                             | Angel                          | Wesley Wyndam-Pryce                     | 100 epizód                                                               |
| 2000      |                                   | Randall and Hopkirk (Deceased) | Richard Shelley                         | 1 epizód                                                                 |
| 2001      | Batman of the Future              | Batman Beyond                  | Zander (hangja)                         | 2 epizód                                                                 |
| 2001      | Tarzan legendája                  | The Legend of Tarzan           | Henry (hangja)                          | 1 epizód                                                                 |
| 2006      | Az igazság ligája: Határok nélkül | Justice League Unlimited       | Sam Scudder / Tükörmester (hangja)      | 1 epizód                                                                 |
| 2006–2014 | Így jártam anyátokkal             | How I Met Your Mother          | Sandy Rivers                            | 10 epizód                                                                |
| 2008      | Doktor Addison                    | Private Practice               | Daniel                                  | 1 epizód                                                                 |
| 2009      | Dollhouse – A felejtés ára        | Dollhouse                      | Daniel Perrin szenátor                  | 4 epizód                                                                 |
| 2012–2013 |                                   | H+: The Digital Series         | Conall Sheehan                          | 5 epizód                                                                 |
| 2013      | Észlelés                          | Perception                     | Dr. Randall Vetter                      | 1 epizód                                                                 |
| 2013–2015 | Grimm                             | Grimm                          | Viktor Albert Wilhelm George Beckendorf | 17 epizód                                                                |
| 2014–2015 | Carter nyomában                   | Finding Carter                 | David Wilson                            | 31 epizód                                                                |
| 2015      | Robotcsirke                       | Robot Chicken                  | több szereplő hangja                    | 1 epizód                                                                 |
| 2017      |                                   | I Love Bekka & Lucy            | Glenn                                   | 11 epizód                                                                |
| 2019–2020 | Sabrina hátborzongató kalandjai   | Chilling Adventures of Sabrina | Adam Masters                            | visszatérő szereplő (4 epizód)                                           |
| 2019–2022 | Legacies – A sötétség öröksége    | Legacies                       | Vardemus professzor                     | visszatérő szereplő                                                      |
| 2023      | Így jártam apátokkal              | How I Met Your Father          | Sandy Rivers                            | 1 epizód                                                                 |

## Díjak és jelölések
| Év   | Díj                | Kategória                                                             | Jelölt mű             | Eredmény |
| ---- | ------------------ | --------------------------------------------------------------------- | --------------------- | -------- |
| 2001 | Szaturnusz-díj     | Legjobb televíziós férfi mellékszereplő                               | Angel                 | Jelölve  |
| 2003 | Szaturnusz-díj     | Legjobb televíziós férfi mellékszereplő                               | Angel                 | Jelölve  |
| 2004 | Szaturnusz-díj     | Legjobb televíziós férfi mellékszereplő                               | Angel                 | Jelölve  |
| 2018 | Primetime Emmy-díj | Legjobb férfi főszereplő (rövid formátumú vígjáték vagy drámasorozat) | I Love Bekka and Lucy | Jelölve  |

## Fordítás
- Ez a szócikk részben vagy egészben  az   Alexis Denisof című angol Wikipédia-szócikk fordításán alapul.  Az eredeti cikk szerkesztőit annak laptörténete sorolja fel. Ez a jelzés csupán a megfogalmazás eredetét és a szerzői jogokat jelzi, nem szolgál a cikkben szereplő információk forrásmegjelöléseként.